# Dissimilation
En phonétique, la dissimilation est une modification phonétique par laquelle il se crée une différence entre phones identiques dans un même mot ou la différence est accentuée entre phones dont les traits sont proches. Les phones en cause peuvent être contigus ou non. Le phénomène contraire est l'assimilation.
Les dissimilations peuvent être classées de plusieurs points de vue.

## Types
Il peut s'agir d’un phénomène diachronique, qui tient donc de l'histoire de la langue. Par exemple, c'est par dissimilation que le mot du latin classique peregrinus a évolué à pelegrinus en bas latin et a donné en français pèlerin, en italien pellegrino et en anglais pilgrim. Le premier [r] s’est différencié du second. On trouve un phénomène semblable dans l’évolution du latin arbor « arbre » vers la forme italienne albero, avec dissimilation du premier [r] et vers la forme espagnole arbol, où c’est le second [r] qui s’est dissimilé. On trouve un exemple de dissimilation entre phones non identiques mais avec des traits proches dans l’évolution du latin monumentum vers le roumain mormânt « tombeau » (accentuation de la différence entre [n] et [m]).
La dissimilation peut aussi être un phénomène synchronique. Elle a lieu, par exemple, quand on dit des virelangues, à cause de la difficulté à prononcer des phones ou des groupes de phones qui se répètent plusieurs fois. Synchronique également est la dissimilation causée par la connaissance erronée de certains mots, par exemple la prononciation (ro) colidor au lieu de coridor « couloir ».
D'un autre point de vue, il y a dissimilation consonantique (les exemples ci-dessus) et dissimilation vocalique. Un exemple de cette dernière est (la) natare « nager » > *notare > (ro) înota et (it) nuotare. En BCMS (bosnien, croate, monténégrin et serbe), il y a une dissimilation vocalique de nature morphophonologique. Au masculin singulier, le cas instrumental a deux variantes de désinence, -om et -em, la première dans les mots dont la voyale précédente est [e] (crtežom « avec un dessin »), la seconde dans le cas de la voyelle précédente [o] (Milošem « avec Miloš »).
Du point de vue de la place du phone qui change, par rapport à celui qui reste inchangé, la dissimilation est régressive (peregrinus > pellegrino) ou progressive (arbor > arbol).
Il y a dissimilation totale lorsqu'un phone qui se répète tombe. Pour les consonnes, un exemple est (la) fratrem « frère » > (ro) frate. La réduction de la diphtongue au du latin classique à a en latin vulgaire a également été le résultat d’une dissimilation totale : (la) classique augustus > (la) vulgaire *agustus > (fr) août. Un phénomène analogue est la chute d'une syllabe qui se répète : (ro) standard mămăligă « bouillie de farine de maïs » > (ro) régional măligă, (ro) standard mamă-sa « sa mère » > (ro) familier mă-sa.

## Sources bibliographiques
- (ro) Ciorănescu, Alexandru, Dicționarul etimologic al limbii române [« Dictionnaire étymologique de la langue roumaine »], Bucarest, Saeculum I. O., 2007  (ISBN 973-9399-86-X) ; en ligne : Dicționare ale limbii române (Dexonline) (DER) (consulté le 18 mai 2018).
- (cnr) Čirgić, Adnan ; Pranjković, Ivo ; Silić, Josip, Gramatika crnogorskoga jezika [« Grammaire du monténégrin »] [PDF], Podgorica, Ministère de l’Enseignement et des Sciences du Monténégro, 2010,  (ISBN 978-9940-9052-6-2) (consulté le 18 mai 2018).
- (ro) Constantinescu-Dobridor, Gheorghe, Dicționar de termeni lingvistici [« Dictionnaire de termes linguistiques »], Bucarest, Teora, 1998 ; en ligne : Dexonline (DTL) (consulté le 18 mai 2018).
- (en) Crystal, David, A Dictionary of Linguistics and Phonetics [« Dictionnaire de linguistique et de phonétique »] [PDF], 4e édition, Blackwell Publishing, 2008  (ISBN 978-1-4051-5296-9) (consulté le 10 novembre 2018).
- Jean Dubois (linguiste) et al., Dictionnaire de linguistique, Paris, Larousse-Bordas/VUEF, 2002 (consulté le 29 mars 2023).